# 伊莫卡利 (佛羅里達州)
伊莫卡利（英語：Imokalee）是位於美國佛羅里達州科利爾縣的一個人口普查指定地區。

## 地理
伊莫卡利的座標為26°25′16″N 81°25′22″W / 26.42111°N 81.42278°W，而該地最高點為海拔高度3米（即10英尺）。

## 人口
根據2010年美國人口普查的數據，伊莫卡利的面積為60.30平方千米，當中陸地面積為58.80平方千米，而水域面積為1.50平方千米。當地共有人口24154人，而人口密度為每平方千米400人。